# Ein Fall für zwei: Fluchtgeld
Fluchtgeld ist der Titel der 33. Episode der Krimiserie Ein Fall für zwei mit Günter Strack und Claus Theo Gärtner in den Hauptrollen.

## Handlung
Vor Gericht zieht der Angeklagte Ewald Kurr eine im Vorfeld dort deponierte Waffe und flieht gemeinsam mit dem Mithäftling Hans Beckers, der als Zeuge ebenfalls anwesend ist. Ein Polizist, der diese Flucht zu verhindern beabsichtigt, schießt Kurr ins Bein, woraufhin dieser ihn tötet. Beckers entwendet dessen Dienstwaffe.
Ein Staatsanwalt berichtet wenige Tage darauf Dr. Renz von einem versuchten Banküberfall, bei dem die Täterin verhaftet worden sei. Sie habe eine polizeiliche Dienstwaffe in ungeladenem Zustand bei sich gehabt. Aufgrund ihres dilettantischen und zaghaften Verhaltens vermutet der Staatsanwalt, dass es weitere Täter im Hintergrund gebe, in deren Auftrag sie gehandelt habe. Sie verlange eine Unterredung mit Dr. Renz, der ihr bekannt sei. Dieser besteht darauf, zunächst vertraulich mit ihr sprechen zu dürfen, was ihm schließlich gewährt wird. Es handelt sich um Ellen Schweppe, die Ehefrau eines ehemaligen Mandaten von Dr. Renz. Sie berichtet, dass ein Mithäftling ihres Mannes bei ihr aufgetaucht sei und sie mittels Gewaltandrohung an ihrem kleinen Sohn dazu gezwungen habe, den Banküberfall stellvertretend für ihn zu begehen. Währenddessen habe er mit ihrem Sohn in der Wohnung gewartet. Sie vermutet, dass er sich nach wie vor dort aufhalte. Ein Einschalten der Polizei lehnt sie strikt ab. Matula berichtet Renz, dass er im Radio von der Flucht zweier Täter aus dem Gerichtsgebäude gehört habe und vermutet einen Zusammenhang.
Von der Nachbarin Iris Kustermann erhält Matula einen Schlüssel zur Wohnung der Schweppes und trifft dort auf Ewald Kurr, der ihn mit seiner Waffe bedroht. Matula erweist sich als geschickt im Umgang mit dem Kleinkind, während Kurr sich wundert, dass Ellen Schweppe nach dem Banküberfall nicht wieder auftaucht. Als sich Kurrs durch die Schusswunde ausgelösten Schmerzen verschlimmern, bietet Matula an, entsprechende Medikamente zu besorgen. Währenddessen informiert er den in der Nachbarwohnung wartenden Renz und mutmaßt, dass Kurr aufgrund der sich verstärkenden Schmerzen nicht mehr lange durchhalten werde und sich ihm sodann die Gelegenheit biete, diesen zu überwältigen.
Als Matula in die Wohnung der Schweppes zurückkehrt, wird er von dem in der Zwischenzeit dort aufgetauchten Komplizen Hans Beckers überwältigt. Der Staatsanwalt findet unterdessen heraus, dass es sich bei der verhafteten Frau um Ellen Schweppe handelt. Er konfrontiert sie mit ihrem inhaftierten Ehemann und schickt die Polizei zu deren Wohnung. Dr. Renz verhindert erfolgreich deren Eingreifen und argumentiert dabei insbesondere mit der Gefahr, die für das Kind bestehe.
Am nächsten Morgen wird Matula von den beiden Straftätern gezwungen, den am Vortag misslungenen Banküberfall anstelle von Ellen Schweppe zu wiederholen. Beckers begleitet ihn. Von einer Telefonzelle aus spricht dieser mit Kurr, der nach wie vor den Sohn der Schweppes in seiner Gewalt hat, um Matula unter Druck zu setzen. Renz erwartet Matula in der Bank, überreicht ihm das Geld und ermutigt ihn, den Anweisungen weiterhin Folge zu leisten. Kurz darauf greift die Polizei zu und nimmt Beckers fest. Als Matula allein zu Kurr zurückkehrt, glaubt dieser ihm nicht, dass Beckers mit dessen Anteil des geraubten Geldes geflüchtet sei. Renz gibt sich als Nachbar aus und klingelt. Als Matula die Tür öffnet, gelingt es ihm und Renz, Kurr zu überwältigen. Die Polizei nimmt diesen fest.

## Hintergrund
Die Episode wurde überwiegend im Rhein-Main-Gebiet gedreht. Eine Imbissbude, an der ein gemeinsames Mittagessen von Matula und Dr. Renz inszeniert wurde, befand sich vor dem Haus Wertheim in Höhe des ehemaligen Fahrtors südlich des Römerbergs. Die gemeinsame Autofahrt von Matula und Beckers wurde unter anderem in der Taunusanlage gedreht.
Unmittelbar im Anschluss an die Titelsequenz ist das damalige Landgericht Wiesbaden von außen zu sehen. Auf der davor verlaufenden Gerichtsstraße wurden die Szenen zu Beginn der Flucht der beiden Häftlinge gedreht. In der im Wiesbadener Rheingauviertel befindlichen Erbacher Straße wurden die Außenaufnahmen vor dem Haus erstellt, in dem sich Ellen Schweppes Wohnung befand. Vom Hilde-Müller-Haus in der benachbarten Wallufer Straße aus beobachtet Renz gemeinsam mit der Polizei in einer späteren Szene das Geschehen.